# Список правителей Алеппо
Список правителей Алеппо.
| Годы правления | Имя правителя или название династии          | Титулы правителей | Дополнительная информация                                                                             |
| -------------- | -------------------------------------------- | ----------------- | --- |
| 945—1004       | Хамданиды                                    |                   | |
| 1004—1008      | Лулу I                                       |                   | Наместник Фатимидов, бывший первый министр Хамданидов                                                 |
| 1008—1016      | Абу Наср Муртада-д-Даула Мансур ибн Лулу     | Амир              | Сын Лулу I. Вассал Фатимидов.                                                                         |
| 1016—1017      | Мубарак ад-Даула Фатх                        | Амир              | Военачальник Мансура ибн Лулу, поднявший мятеж вместе с Салихом ибн Мирдасом. Передал Халеб Фатимидам |
| 1017 — ?       | Азиз ад-Даула Фатик                          | Амир аль-умара    | Раб аль-Вахида, наместник Фатимидов                                                                   |
| 1024—1029      | Асад ад-Даула Салих ибн Мирдас               | Амир              | Военачальник Мансура ибн Лулу. Основатель династии Мирдасидов, с 1009 года амир Рахбы                 |
| 1029—1038      | Шибл ад-Даула Наср I ибн Салих               | Амир              | Из династии Мирдасидов, сын Салиха ибн Мирдаса                                                        |
| 1038—1042      | Ануш-Тегин                                   |                   | Наместник Фатимидов в Сирии                                                                           |
| 1042—1057      | Муизз ад-Дайла Симал ибн Салих               | Амир              | Из династии Мирдасидов, сын Салиха ибн Мирдаса                                                        |
| 1057—1060      |                                              |                   | Наместник Фатимидов                                                                                   |
| 1060—1061      | Рашид ад-Даула Махмуд ибн Наср               | Амир              | Из династии Мирдасидов, сын Насра I ибн Салиха                                                        |
| 1061—1062      | Муизз ад-Дайла Симал ибн Салих               | Амир              | Повторно. Из династии Мирдасидов, сын Салиха ибн Мирдаса                                              |
| 1062—1065      | Абу Дуаба Атийя ибн Салих                    | Амир              | Из династии Мирдасидов, сын Салиха ибн Мирдаса, амир Раки до 1071 года                                |
| 1065—1075      | Рашид ад-Даула Махмуд ибн Наср               | Амир              | Повторно. Из династии Мирдасидов, сын Насра I ибн Салиха                                              |
| 1075—1076      | Джалал ад-Даула Наср II ибн Махмуд           | Амир              | Из династии Мирдасидов, сын Махмуда ибн Насра                                                         |
| 1076—1080      | Абу-л-Фадаил Сабик ибн Махмуд                | Амир              | Из династии Мирдасидов, сын Махмуда ибн Насра                                                         |
| 1080—1085      | Шараф ад-Даула Муслим ибн Курайш             | Амир              | Из династии Укайлидов, амир Мосула                                                                    |
| 1085—1086      | аль-Хутайти Хасан ибн Хибат Аллах аль-Хашими | Шариф             | |
| 1086—1118      | Сельджукиды                                  | Султан            | |
| 1086—1094      | Касим ад-Даула Ак-Сункур аль-Хаджиб          | Амир              | Наместник султана Мелик-шаха I. Родоначальник династии Зангидов                                       |
| 1113—1117      | Бадр ад-Дин Лулу аль-Йайа                    | Амир              | Регент при султанах Алп Арслане ибн Ридване и Султан-шахе ибн Ридване                                 |
| 1117—1117      | Абу ль-Маали Мухассин ибн Малхами            | Амир              | Армейский инспектор из Дамаска                                                                        |
| 1117—1122      | Наджм ад-Дин Иль-Гази I ибн Артук            | Амир              | Из династии Артукидов                                                                                 |
| 1122—1123      | Хусам ад-Дин Тимурташ ибн Иль-Гази           | Амир              | Из династии Артукидов                                                                                 |
| 1123—1123      | Бадр ад-Даула Сулейман ибн Абд аль-Джаббар   | Амир              | Из династии Артукидов                                                                                 |
| 1123—1124      | Нур ад-Даула Балак ибн Бахрам                | Амир              | Из династии Артукидов                                                                                 |
| 1124 — ?       | Хусам ад-Дин Тимурташ ибн Иль-Гази           | Амир              | Из династии Артукидов                                                                                 |
| 1125—1125      | Сайф ад-Дин Ак-Сункур аль-Бурзуки            | Амир              | Шахне Багдада (1105—1126), атабек Мосула (1113—1126, с перерывами)                                    |
| ? — 1127       | Хутлуг Абах аль-Султани                      | Амир              | Сдал город Имад ад-Дину Занги                                                                         |
| 1127—1183      | Зангиды                                      | Атабек            | |
| 1183—1260      | Айюбиды                                      | Амир аль-Малик    | |
| 1260—1517      | Мамлюки                                      | Султан            | |
| 1260—1271      | Алам ад-Дин Санджар аль-Халаби               | Наиб              | Наместник султана Египта, наиб ас-салтана (1260—1261) и наиб (1280—1283) Дамаска                      |